# 941 a.C.

## Mortes
- Ok. VIII - rei da Babilônia.